# Heliotropium halacsyi
Heliotropium halacsyi är en strävbladig växtart som beskrevs av Harald Harold Udo von Riedl. Heliotropium halacsyi ingår i Heliotropsläktet som ingår i familjen strävbladiga växter. Inga underarter finns listade i Catalogue of Life.